# 扎仓茶卡
32°33′15″N 82°30′22″E / 32.55417°N 82.50611°E
扎仓茶卡（藏語：གྲ་ཚང་ཚྭ་ཁ，威利转写：gra tshang tshwa kha）也稱张藏茶卡、张张茶卡，位于中国西藏自治区西部革吉县擦咔乡境内。东西长40公里，南北宽10～15公里，总面积128.25平方千米，湖面海拔4400米。湖盆由三个湖组成，自西而东分别为Ⅰ湖（又称尕热布甲布拉茶卡、尕尕错、茶卡错），Ⅱ湖（又称改杆茶卡、尕努加拉错、麦布错）和Ⅲ湖（又称恰果错、确登错、克努错，藏語：བྱ་སྒོ་མཚོ།，威利转写：bya sgo mtsho，THL：Jago Tso）。湖水主要由降水和地下水补给。
扎仓茶卡气候属于亚寒带干旱－半干旱季风气候区，年平均气温仅为0℃，年均降水量155毫米，而年蒸发量达2302毫米。富含硼酸盐、石盐和芒硝等盐类资源。